# دافيد خيمينيز (لاعب كرة قدم)
دافيد خيمينيث كوريدور (بالإسبانية: David Jiménez Corredor؛ وُلد في 14 مارس 2004) هو لاعب كرة قدم إسباني يلعب في مركز الظهير الأيمن لصالح نادي ريال مدريد كاستيا، الفريق الرديف لنادي ريال مدريد.

## المسيرة مع الأندية
بدأ خيمينيث مسيرته الكروية في أكاديمية نادي خوبيينتود URJC، قبل أن ينضم إلى أكاديمية ريال مدريد في عام 2013 حيث أتمّ تطوره هناك.
في موسم 2023–24، تم تصعيده إلى فريق ريال مدريد "ج". ولاحقًا خلال الموسم ذاته، شارك لأول مرة مع ريال مدريد كاستيا، الفريق الرديف للنادي.
استُدعي خيمينيث إلى قائمة الفريق الأول لنادي ريال مدريد لمباراة ضمن الدوري الإسباني أمام ديبورتيفو ألافيس بتاريخ 24 سبتمبر 2024.

## المسيرة الدولية
شارك خيمينيث مع منتخب إسبانيا تحت 19 سنة، وكان ضمن قائمة الفريق المشاركة في بطولة أمم أوروبا تحت 19 سنة لكرة القدم 2023.

## الإحصاءات
آخر تحديث 24 مايو 2025.
| النادي            | الموسم  | الدوري            | عدد المباريات | الأهداف | أخرى | الأهداف | المجموع | الأهداف |
| ----------------- | ------- | ----------------- | ------------- | ------- | ---- | ------- | ------- | ------- |
| ريال مدريد "ج"    | 2023–24 | تيرسيرا فيدراثيون | 32            | 1       | –    | –       | 32      | 1       |
| ريال مدريد كاستيا | 2023–24 | بريميرا فيدراثيون | 1             | 0       | –    | –       | 1       | 0       |
| ريال مدريد كاستيا | 2024–25 | بريميرا فيدراثيون | 37            | 3       | 0    | 0       | 37      | 3       |
| المجموع الكلي     |         |                   | 69            | 4       | 0    | 0       | 69      | 4       |

## روابط خارجية
- دافيد خيمينيز  على سكروي
- دافيد خيمينيز على LaPreferente (بالإسبانية)
- دافيد خيمينيز على BDFutbol